# Dieter Bokeloh
Dieter Bokeloh (* 28. Januar 1942 in Benneckenstein (Harz); † 24. März 2022 in Nordhausen) war ein deutscher Skispringer, der für die DDR startete.

## Werdegang
Bokeloh, der für den ASK Vorwärts Oberhof an den Start ging, feierte seinen ersten Erfolg bei den DDR-Meisterschaften 1961. Dort gewann er hinter Werner Lesser von der Normalschanze die Silbermedaille. Im gleichen Jahr startete er im Dezember bei der Vierschanzentournee 1961/62. Nach einem 34. Platz in Innsbruck landete er in Bischofshofen auf der Paul-Außerleitner-Schanze überraschend auf Rang vier. Da er als DDR-Springer bei den Springen in Oberstdorf und Garmisch jedoch nicht antreten durfte, reichte es am Ende nur zu Rang 65 in der Gesamtwertung der Tournee. Auch bei der Vierschanzentournee 1962/63 startete er nicht bei allen Springen, sondern nur in Innsbruck, wo er Rang 11 belegte. Damit erreichte er Rang 69 der Gesamtwertung. Bei den DDR-Meisterschaften 1963 in Klingenthal belegte er den 10. Platz. Im gleichen Jahr gewann er die Skiflugwoche, einen international besetzten Wettbewerb auf Skiflugschanzen in ganz Europa.
Bei den Olympischen Winterspielen 1964 in Innsbruck landete er auf der Bergiselschanze mit Sprüngen auf 92, 83 und 83,5 Meter nur knapp hinter den Medaillenrängen auf dem vierten Platz. Kurze Zeit später gewann er Bronze bei den DDR-Meisterschaften. Dies gelang ihm zwei Jahre später erneut. Bei der Vierschanzentournee 1965/66 startete er erstmals bei allen vier Springen und belegte den 19. Platz der Tournee-Gesamtwertung und erreichte damit sein bestes Resultat.
Bei den DDR-Meisterschaften 1967 gewann er gemeinsam mit Dieter Neuendorf, Alfred Lesser und Martin Weber im Mannschaftswettbewerb Bronze.

## Erfolge

### Vierschanzentournee-Platzierungen
| Saison  | Platz | Punkte |
| ------- | ----- | ------ |
| 1961/62 | 65.   | 404.8  |
| 1962/63 | 69.   | 203.1  |
| 1965/66 | 19.   | 746.3  |